# Лак-дю-Пати
Пати́ или Лак-дю-Пати́ (фр. Lac du Paty) — искусственное озеро во Франции, водоём департамента Воклюз региона Прованс — Альпы — Лазурный Берег. Расположено близ коммуны Каромб.

## Расположение

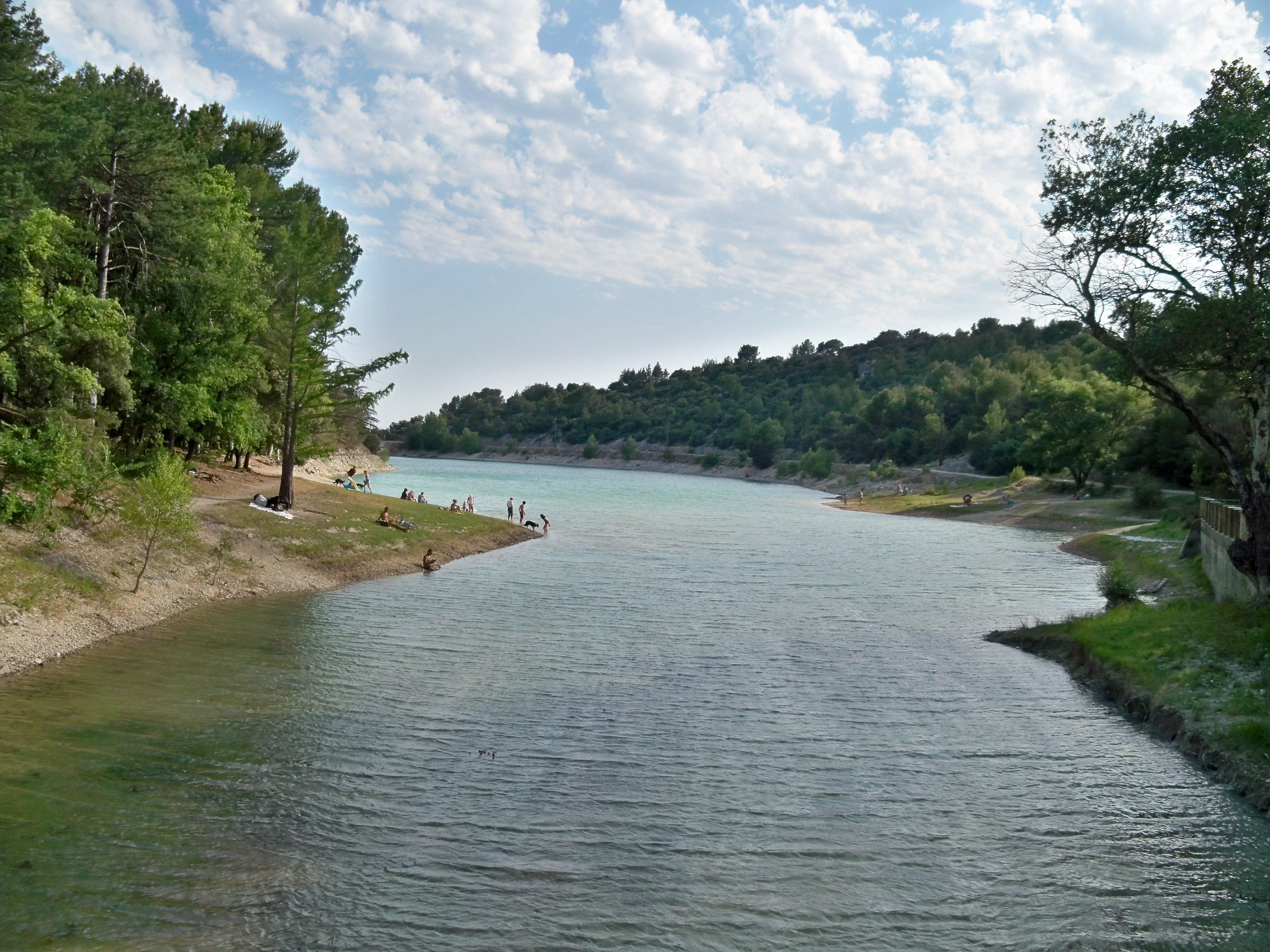
Вид на водоём.

Озеро расположено к северу от коммуны Каромб в департаменте Воклюз у юго-западного подножия Мон-Ванту. К северному берегу озера идёт асфальтированная дорога, есть также несколько грунтовых дорог.

## Описание
Водоём имеет удлинённую форму, вытянутую с севера на юг. Оно заполняется с севера и имеет дамбу со сливом на юге. Поверхность — 5 км², объём водоёма — 400000 м³.
Водоём образован дамбой высотой 21,3 м и питается многочисленными источниками, в первую очередь ручьём Лорон и истоком долины Шандеролль. Дамба имеет три слива, которые могут обеспечить полный слив в течение 5 ч с водостоком 15 м³/ч.

## История

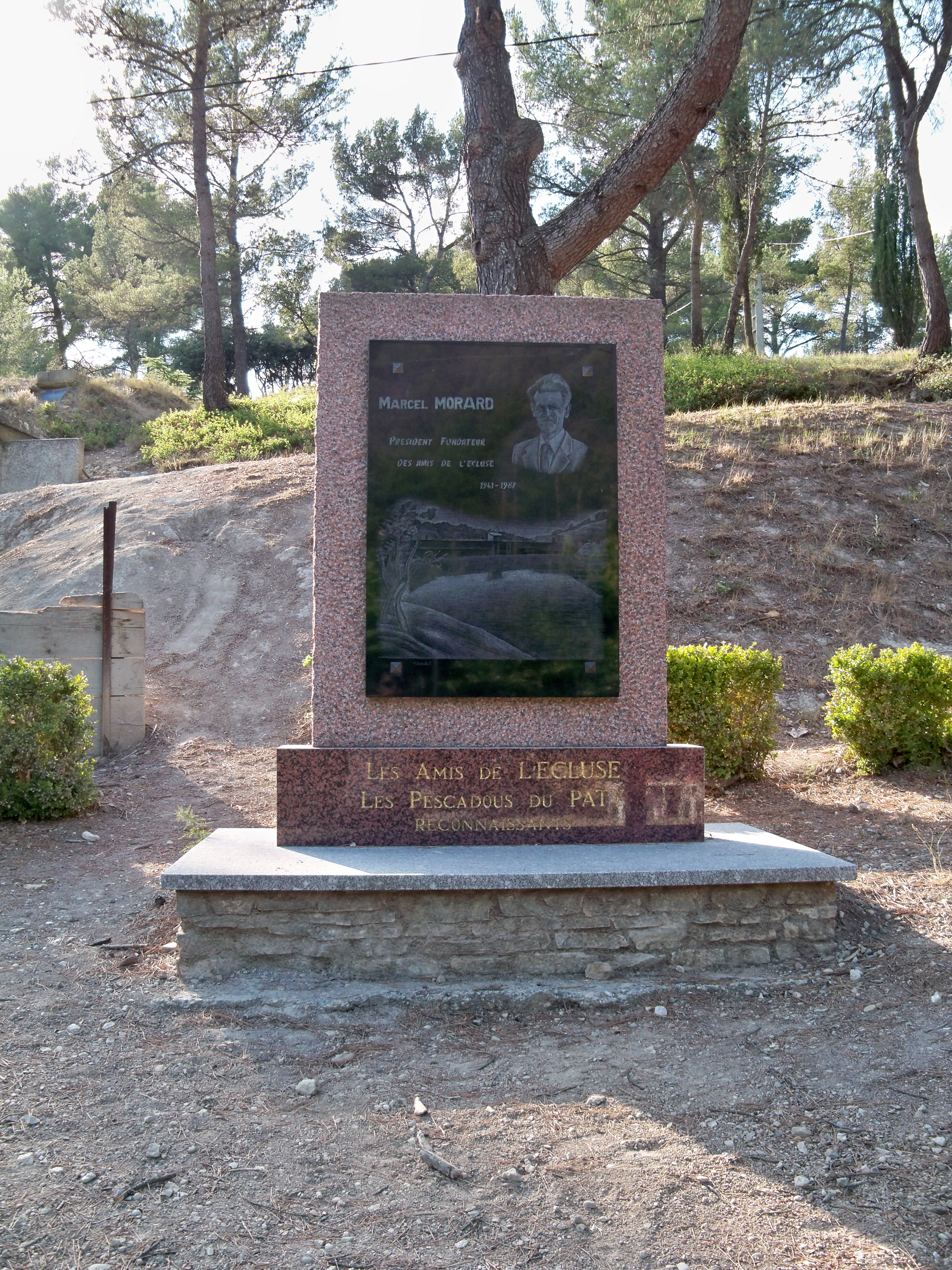
Стелла в память отца Марселя Морана.

Возведение дамбы было возведено по инициативе отца Марселя Морана в 1764—1766 годах. Первоначальное предназначение водоёма состояло в орошении и питание четырёх мукомольных мельниц. В настоящее время орошение окрестных территорий обеспечивается каналом Карпантра.
В 2003 году было проведено полная очистка озера.

## Туризм и отдых
На северном берегу водоёма расположены закусочная и территория для пикника. В озере разводится рыба, включая форель, и разрешена рыбалка по карте, которую можно купить на месте.